# Kościół św. św. Piotra i Pawła w Morągu
Kościół św. św. Piotra i Pawła w Morągu – gotycki kościół parafialny w Morągu, wzniesiony w XIV w.

## Historia

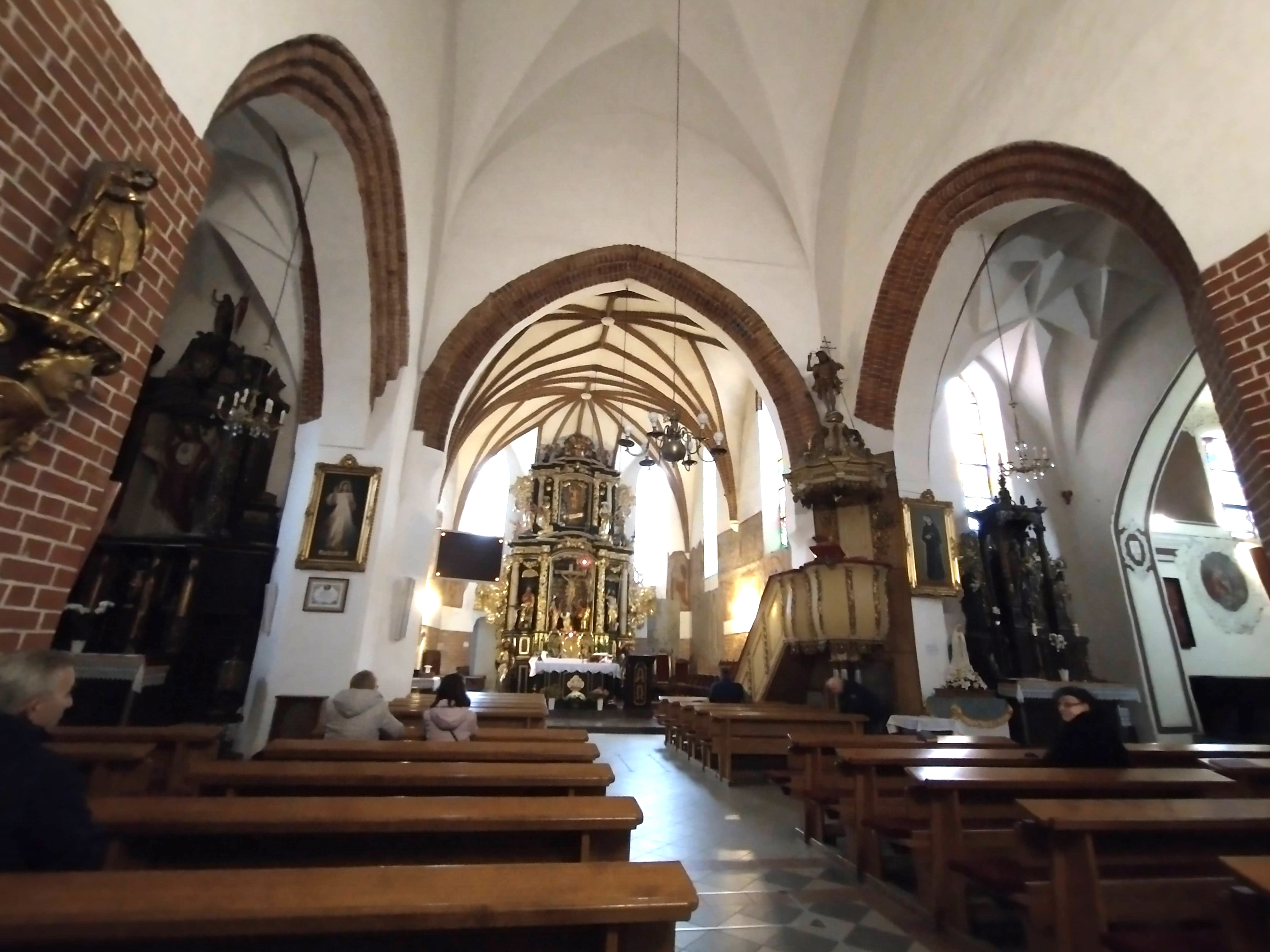
Wnętrze

Pierwszy kościół farny w Morągu. Kościół wczesnogotycki pw. Św. Apostołów Piotra i Pawła wybudowany został w latach 1305-1312. Był on znacznie mniejszy od obecnej świątyni, obejmując jedynie teren nawy głównej obecnej świątyni. W latach 40. XIV w. pierwotny obiekt został rozbudowany o prezbiterium oraz wieżę, mieszczącą w przyziemiu zakrystię. W trzeciej ćwierci XIV w. powiększono również korpus budynku. W 1414 kościół przetrwał pożar Morąga jako jedyna budowla w mieście.
W 1505 mistrz Matz z Gdańska, działający przez kilkanaście lat na terytorium diecezji warmińskiej, wymienił sklepienia w nawach bocznych na kryształowe. Od 1525 kościół był świątynią luterańską. 25 lat później w budynku wybudowano zespół empor, które przydzielono poszczególnym cechom i ozdobiono malowidłami oraz cytatami biblijnymi związanymi z różnymi zawodami. W 1697 po raz drugi, w czasie pożaru miasta, kościół był jedną z dwóch budowli, które przetrwały (obok zamku pokrzyżackiego). W XVIII w. doszło do wymiany części wyposażenia kościoła. W 1807 do obiektu dobudowano od południa kaplicę boczną pw. Matki Boskiej. W II poł. XIX wieku kościół został wyremontowany, m.in. wymieniono w nim przekrycie nawy głównej.
Świątynia została poważnie zniszczona w czasie II wojny światowej, następnie odrestaurowana i przekazana parafii katolickiej. Usunięto wówczas empory i poddano konserwacji zespół średniowiecznych malowideł ściennych.

## Architektura

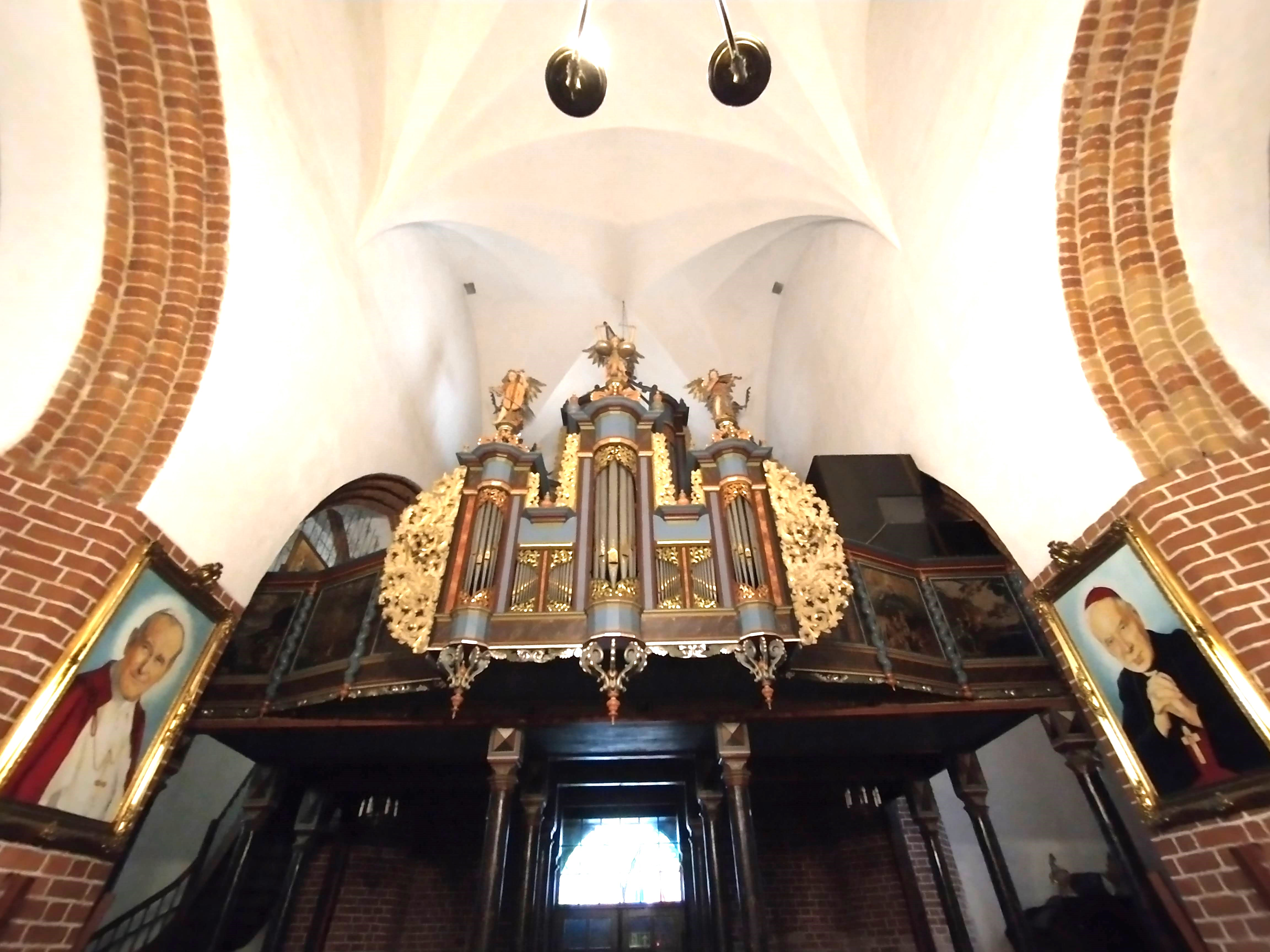
Prospekt organowy

Kościół farny w Morągu zachował się w formie, jaka została mu nadana w czasie ostatnich zmian w XVIII i XIX stuleciu. Jest to budowla trójnawowa i trójprzęsłowa, bez transeptu, wzniesiona z cegły na planie prostokąta, z trójbocznie zamkniętym prezbiterium. Pierwotnie był budowlą halową, obecnie, po podniesieniu nawy głównej, posiada formę pseudobazyliki. Nawa główna nakryta jest pozornym gipsowym sklepieniem gwiaździstym, które w 1895 r. zastąpiło pierwotny strop drewniany, natomiast nawy boczne zasklepione są sklepieniami kryształowymi, wykonanymi po 1505 roku przez mistrza Matza z Gdańska.
Na bocznych ścianach prezbiterium przetrwał zespół średniowiecznych malowideł figuralnych ze scenami Adoracji Baranka, Ukrzyżowania i Apostołów, odkryty w 1948 r. podczas konserwacji świątyni. W prezbiterium znajduje się również kilka płyt nagrobnych członków rodziny Dohnów, zmarłych w XVI stuleciu, a wśród nich najcenniejsze Piotra Dohny (zm. w 1553 roku) i jego żony, Katarzyny z Czemów (zm. w 1558 r.). Ołtarz główny pochodzi z 1690 r. i został wykonany przez norymberskiego artystę snycerza Gellerta, który ok. 1680 r. wykonał dla kościoła również baptysterium, zniszczone w czasie II wojny światowej. Przetrwały z niego jedynie fragmenty, przerobione po 1945 roku na ławy przyścienne. Przedstawiono na nich sceny przejścia Izraelitów przez Morze Czerwone, arkę Noego i oczyszczenie Naamana w Jordanie. Na bocznej ścianie kościoła wisi czternastowieczny krucyfiks mistyczny nadnaturalnych rozmiarów. Ołtarze boczne, uszkodzone w czasie II wojny światowej, zostały odrestaurowane po 1945. W ścianach, filarach oraz w mur zewnętrzny osłaniające świątynię od wschodu wmurowane są epitafia i tablice nagrobne m.in. rycerskie.